# Falun (Bartók)
Sz 78-as számú Bartók Béla-féle kompozíció, a Falun, amely szlovák népdalok női hangra és zongorára, 1924-ben készült.
- Tételek:

1. Szénagyűjtéskor (Pri hrabani)
2. A menyasszonynál (Pri neveste)
3. Lakodalom (Svatba)
4. Bölcsődal (Ukolievarka)
5. Legénytánc (Tanec mladencov)

Bartók a művet később átdolgozta négy vagy nyolc női hangra és zenekarra, 1926-ban. Ennek tételei:
1. Lakodalom (Svatba)
2. Bölcsődal (Ukolievarka)
3. Legénytánc (Tanec mladencov)

## Autográf anyagok

### BB 87a – Sz 78: Falun (tót népdalok) egy női hangra és zongorára (1924)
- Fogalmazvány, az 1. szám két formában, a 4–3–5. szám I–II–III. számozással (Bartók Péter gyűjteménye: 54VoPS1).
- Autográf másolat (a 3. szám Pásztory Ditta másolata Bartók javításaival), az Universal Edition 8712 elsőkiadás (1927) metszőpéldánya (Bartók Péter gyűjteménye: 54VoPFC2).
- Az UE elsőkiadás javított példánya időtartam-adatokkal (Bartók Péter gyűjteménye: 54VoPFC1).

### BB 87b – Sz 79: Falun négy (vagy nyolc) női hangra és kamarazenekarra (1925) (BB 87a/III–V átdolgozása)
- Autográf partitúra (Bartók Péter gyűjteménye: 54TFSS1).
- Partitúra másolat, Ditta és egy kopista írása, Bartók kiegészítéseivel, az UE 8714 partitúra elsőkiadás (1927) metszőpéldánya, majd dedikációs példány (The League of Composers in New York) (Washington, Library of Congress ML. 303c3. 83).

#### Ének–zongorakivonat
- Autográf másolat, az UE 8713 elsőkiadás (1927) metszőpéldánya (Bartók Péter gyűjteménye: 54 VoSFC2).
- Javított másolat, egy kopista és Ditta írása, Bartók javításaival (Bartók Péter gyűjteménye: 54TVoSFC1).